# Колесников, Николай Семёнович
Николай Семёнович Колесников (1893 — ?) — русский советский театральный актёр, народный артист РСФСР.

## Биография
Николай Семёнович Колесников родился в 1893 году. Окончил театральную студию в Иркутске. С 1920 года был актёром Иркутского драматического театра, затем работал в театрах Сибири и Урала.
С 1936 года играл во Владивостокском Приморском драматическом театре.

## Награды и премии
- Заслуженный артист РСФСР (1950).
- Народный артист РСФСР (1955).

## Работы в театре
- «Маскарад» М. Ю. Лермонтова — Шприх
- «Последние» М. Горького — Яков
- «Варвары» М. Горького — Дунькин муж
- «Дядя Ваня» А. П. Чехова — Вафля
- «Гроза» А. Н. Островского — Кулигин
- «На дне» М. Горького — Актёр
- «Беспокойная старость» Л. Рахманова— Полежаев
- «Анна Каренина» Л. Н. Толстого — Каренин